# Anna Thorvaldsdottir
En aquest nom islandès, el darrer nom és un patronímic, no pas un cognom. La manera de referir-se a aquesta persona és pel nom de pila.
Anna Thorvaldsdottir (Anna Sigríður Þorvaldsdóttir), nascuda l'11 de juliol de 1977 a Reykjavik, és una compositora islandesa, guanyadora l'any 2012 del Premi de Música del Consell Nòrdic per la seva obra Dreaming.

## Biografia
Anna Thorvaldsdottir ha estudiat composició a la Universitat de Califòrnia a San Diego, on ha obtingut la llicenciatura i el doctorat. La seva música s'ha tocat amb freqüència arreu del món i s'ha presentat en diversos festivals a Europa, Àsia i als Estats Units.
L'Orquestra Simfònica d'Islàndia, de la qual ha estat compositora resident, ha estrenat i gravat quatre de les peces d'orquestra de Thorvaldsdottir, dirigides per Ilan Volkov, Christian Lindberg, Rumon Gamba, Daníel Bjarnason i Bernhardur Wilkinson. L'islandès CAPUT Ensemble també ha estrenat i enregistrat algunes de les seves obres, dirigides per Snorri Sigfus Birgisson.
En la primavera de 2019 va ser compositora resident a la Reial Acadèmia de Música de Londres. Entre els altres conjunts pels quals ha treballat, es troba el BIT20 Ensemble, Musiques Nouvelles, l'Internacional Contemporary Ensemble (ICE), Yarn/Wire, BBC Scottish Symphony Orchestra o la Filharmònica d'Oslo. L'obra per a orquestra de Thorvaldsdottir AERIALITY fou estrenada per l'Orquestra Simfònica d'Islàndia al novembre de 2011, dirigida per Ilan Volkov.

## Guardons i reconeixements
Anna Thorvaldsdottir rebé l'any 2012 el Premi de Música del Consell Nòrdic per la seva obra per a orquestra Dreaming, una de les peces del seu àlbum Rhízōma, que fou enregistrada el 25 d'octubre de 2011.
L'any 2015 fou escollida com a compositora del premi Kravis de l'Orquestra Filharmònica de Nova York, un honor que representa un premi de 50 000 dòlars i l'encàrrec d'una composició per a l'orquestra. L'orquestra estrènà el seu poema simfònic Metacosmos sota la direcció d'Esa-Pekka Salonen a l'abril 2018. També ha obtingut el premi a l'artista emergent del Lincoln Center i el premi Martin E. Segal.

## Obra

### Orquestra
- shattering - unity / sundrung - eining (2003) per a orquestra de cambra
- Shatter (2004) per a orquestra
- Streaming Arhythmia (2007) per a orquestra de cambra
- Dreaming (2008) per a orquestra
- Hrim (2009/2010) per a orquestra de cambra
- AERIALITY (2011) per a orquestra[7]
- AION (2019)[6]

### Música de cambra
- Af djúpri hryggð ákalla ég þig, per a 8 violoncels
- Breathing (2007) per octuor a vent
- The color of Words (2008) per a contrabaix i cor
- Rain (2010) per a soprano, flauta, guitarra & electrònica
- - aura - / - ára - (2011) per a tres percussionistes
- Shades of Silenci (2012) per a violí, viola, violoncel & clavecí
- into - Segon Self (2013) per a 4 cors, 3 trombons & 4 percussionistes
- Ró (2013) per a flauta dolça, clarinet baix, piano, percussió, 2 violins, viola & violoncel
- In the Light of Air (2013/2014) per a viola, violoncel, arpa, piano, percussió & electrònica

## Discografia
- In the Light of Air - Internacional Contemporary Ensemble: Kyle Armbrust, viola; Michael Nicolas, violoncel; Nuiko Wadden, arpa; Cory Smythe, piano; Nathan Davis, percussió (6-9 d'abril de 2015, Sono Luminus) (OCLC 922916937 OCLC 922916937)
- Aequa - Internacional Contemporary Ensemble (28-30 de maig de 2018, Sono Luminus) (OCLC 1085362279 OCLC 1085362279)